# Тубалари
Тубаларите са тюркска етническа група в Русия, понякога разглеждан като етнографска група на алтайците.
Наброяват около 2000 души (2012), почти всички в Република Алтай, главно в Чойски район. Говорят на собствен диалект на алтайския език.